# Schloss Mildenau

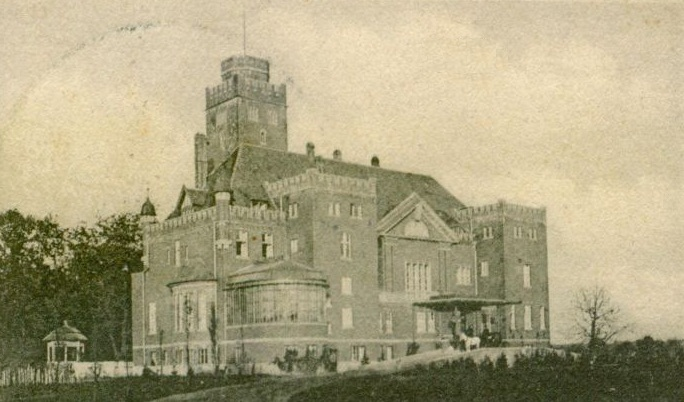
Das Schloss Mildenau bei Sorau um 1910

Das Schloss Mildenau befindet sich im Dorf Miłowice (deutsch: Mildenau) im Kreis Sorau in der polnischen Woiwodschaft Lebus.

## Geschichte
Der Ort Mildenau wurde zum ersten Mal im Jahr 1270 erwähnt, als er im Besitz des Klosters Buch bei Liegnitz war. Vom 14. Jahrhundert an erscheint Mildenau als Teil der Herrschaft Sorau. Seit 1457 war es im Besitz des Balzers von Unwürde, in den Jahren 1509–1590 der Familie von Schönaich und danach bis 1608 der Familie von Radel. Im Jahr 1608 kaufte die Familie der Grafen von Promnitz, Besitzer der Standesherrschaft Sorau, das Rittergut. Als einer der Besitzer aus dieser Familie wurde Graf Stanislaus Christoph von Promnitz genannt.
Bis 1684 war Mildenau im Besitz der Familien von der Dahme und von Knobelsdorff, seit 1685 bis Ende des 18. Jahrhunderts im Besitz der Familie von Dyhrn, die die alte Burg umbaute und vergrößerte. Die letzte Besitzerin auf Mildenau aus dieser Familie war Marianne von Dyhrn, durch die das Rittergut um 1793 in Besitz ihrer direkten Nachfahren aus der Familie Keck von Schwarzbach überging. 1827 kam das Rittergut in die Hände der Familie von Mutzdorf. Der Wert des ganzen Ritterguts mit dem Schloss und 40 einzelnen Teichen wurde damals auf etwa 30.000 Reichsthaler geschätzt. Um 1841 erwarb es Leberecht Theüner, schon neun Jahre später erbte es sein Sohn Moritz Theüner. Im 1913 kaufte die Familie von Wackerbarth das Gut, veräußerte es aber schon drei Jahre später an eine Unternehmerfamilie aus Sorau, die in der Textilindustrie tätig war. Um 1928 wurde Mildenau wieder das Heim der Familie von Dyhrn. Nach 1945 ging das Schloss Mildenau in Besitz des polnischen Staates über und dient seitdem als Erziehungsanstalt für behinderte Kinder.

## Architektur
Etwa 1600 wurde das Schloss Mildenau erbaut und hatte im 20. Jahrhundert nach vielen Umbauten die Form eines eklektizistischen Schlosses. Das Schloss hat eine asymmetrische Form und besteht aus einem zweigeschossigen Grundkörper, das auf einem hohen Keller platziert und mit einem Walmdach mit Gauben abgedeckt ist. Es hat mehrere Türme mit Terrassen auf dem flächigen Dach, wobei der größte Turm das Gebäude dominiert.